# Glover (videojoc)
Glover és un videojoc desenvolupat per realitzat Hasbro Interactive per a les consoles Nintendo 64 i PlayStation i per a Microsoft Windows en 1998.

## Història
La història comença en una torre d'un castell on un mag es troba fent un experiment. Dita experimente resulta fallit, donant com a conseqüència una explosió a la qual el mag resulta exposat, perdent els seus guants (u d'ells Glover) i convertint-se de pedra. Després d'eixir Glover acomiadat per la finestra, l'altre guant cau al calder en el qual s'estava experimentant, mutant i convertint-se en l'enemic principal del protagonista.
Amb l'explosió també han estat acomiadats del castell 6 cristalls màgics després de Glover, que aquest converteix en pilotes just abans que caiguen al sòl evitant així que es trenquen. Per contra, els cristalls (transformats en pilotes) es dispersen per diferents zones o mons, tenint Glover que recuperar-los per a aconseguir que el mag torne al seu estat original.

## Mode de joc
Els cristalls són dirigits per Glover de llarg a llarg dels 6 mons, desglossats en 3 nivells, un cap i una fase de bonus. Glover pot transformar el cristall en 4 formes o pilotes diferents (5 amb el truc de Power Ball). Aquestes formes són la pilota de goma, la bala metàl·lica, la bola de bitlles, el cristall i la power ball. El cristall és molt sensible a colps bruscs, però proporciona el doble de punts. També existeixen diverses pocions màgiques que ajuden a Glover en la seua recerca proporcionant-li diversos poders.
Glover pot realitzar diverses accions amb la pilota, podent fer-la rodar, rebotar, llançar-la, palmejar-la (solament en N64) o caminar sobre ella. Sobre l'aigua, els controls estan invertits (excepte en dificultat fàcil). Glover també pot arreplegar cartes (conegudes com a "Garibs") amb les quals podrà accedir a les fases de bonus si arreplega totes en cada món.

## Mons i nivells
El joc es desenvolupa en 7 zones diferents, els jardins del castell i 6 mons. Cada món es desglossa en 3 nivells distints, un cap i una fase de bonus.
Els diferents mons són:
- Els jardins del castell: És on comença l'aventura i des d'on es poden accedir als diferents mons entre altres zones.

- Atlantis: Es tracta del primer món. És un nivell d'aigua envoltada per antigues ruïnes. *Glover es creuarà amb taurons medievals i peixos menja-homes.

- Carnival: Es tracta del segon món. El nivell es desenvolupa en el temari d'un circ entorn del qual Glover haurà d'evitar elefants voladors, galls malabars i gegants abellots.

- Pirates: Es tracta del tercer món. És altre nivell d'aigua ple de bales de canó i espases errants cridades "Swish" que Glover pugues controlar.

- Prehistoric: Es tracta del quart món. Aquest nivell regressa a l'era de pedra amb multitud de dinosaures.

- Fortress of Fear: Es tracta del cinquè món. És un nivell que podria denominar-se "de por" amb esborronadors castells i fortaleses. Glover es creuarà amb fantasmes i bruixotes que li transformaran en granota i a la pilota en una estranya gota viscosa de color roig i morat.

- Out of this world: Es tracta del sisè i últim món. És un nivell amb ambient futurista i extraterrestre en el qual Glover es trobarà amb mortífers robots i naus espacials.

## Les pilotes
Glover té l'habilitat de transformar el cristall en diverses i rodones formes, incloent una bola de bitlles.
Les diferents boles i pilotes són els estats en els quals pot transformar-se el cristall. Si la pilota es trencara o destrossara el resultat seria la perduda d'una vida. El cristall té 3 transformacions diferents:
- La pilota de goma – La pilota estàndard, usada per al desplaçament en general.
- La bala metàl·lica – Usada per a atacar i resoldre diferents puzles magnètics.
- La bola de bitlles – Usada per a atacar i derrocar murs baixos.
- El cristall – La forma original, sense cap transformació aparegudes a la part alta del castell i usat per a aconseguir el doble de punts a l'arreplegar les cartes (Garibs) i aconseguir vides extra.